# جيك غرين
جيك غرين (بالإنجليزية: Jake Milton Green)‏ هو مجدف جنوب أفريقي، ولد في 30 مارس 1994 في جنوب أفريقيا.

## وصلات خارجية
- جيك غرين على موقع الاتحاد الدولي للتجديف (الإنجليزية)
- جيك غرين على موقع اللجنة الأولمبية الدولية (الإنجليزية)
- جيك غرين على موقع أوليمبيديا (الإنجليزية)